# 阿公歐買尬
是一部於2016年上映的美國喜劇片，為丹·梅澤執導。由勞勃·狄尼洛、柴克·艾弗隆、柔伊·德區和奧布瑞·普拉薩主演。電影2015年1月5日在亞特蘭大開始拍攝；2016年1月21日於香港上映，2016年1月22日在美國和臺灣上映。

## 劇情
傑森凱利是一位為父親工作的律師。傑森的祖母去世，葬禮結束後，他的陸軍資深祖父迪克要求傑森帶他去佛羅里達州的博卡拉頓。傑森將在一周內與他的控制未婚妻梅雷迪斯結婚，但無論如何他決定帶走他的祖父。
在那裡，兩人遇見了傑森的老攝影同學沙迪亞和她的朋友萊諾爾和布拉德利。迪克和勒努瓦立刻被彼此吸引。迪克告訴女孩們，他是一名教授，傑森是一名攝影師。他們都各奔東西，但迪克說服傑森說他們應該和佛羅里達州代托納比奇的女孩見面，因為迪克想與勒努瓦發生性關係。兩人去了一個高爾夫球場，迪克和兩個女人調情。
在Daytona海灘，他們與女孩和女孩的朋友Cody和Brah見面，他們與他們競爭啤酒。那天晚上，一個喝醉了的傑森，只穿著一隻大黃蜂腰包，派對並抽煙，他從一個名叫帕姆的毒販那裡得到可卡因。他偷了一輛摩托車，第二天在沙灘上醒來。在與梅雷迪思的一次尷尬的Face-time期間，一個男孩抓住了腰包然後把它取下來;他的父親懷疑傑森是一個變態者並打電話給警察，警察迅速逮捕了傑森。迪克把他救出來，兩人在養老院拜訪迪克的老軍朋友。他們再次與女孩們見面，並與Cody和Brah一起參加了一場屈曲比賽。當他們輸了的時候，迪克改變了一件T卹大砲，在勝利的二人組中開了一個啤酒罐，住院了。隨著Cody和Brah在醫院，Jason和Dick佔據了他們的酒店房間。迪克向杰森透露他是特種部隊的成員之後，兩人和女孩一起去了一家夜總會。迪克因為同性戀欺負布拉德利而與一些男人發生爭執。第二天，Jason和Shadia一起抗議，她告訴他，她很快就會離開並在船上生活一年。
那天晚上，Jason計劃告訴Shadia他到底是誰，但在他可以之前，Cody在網上搜索並告訴Shadia Jason已經訂婚了。傑森然後被毒品抓住並再次被投入監獄。第二天，迪克把他救出來告訴傑森，他此行的真正原因是說服傑森不要參加婚禮。傑森離開迪克然後開車回家。
在他的婚禮彩排期間，迪克闖入計算機系統，揭露了傑森在聚會期間的尷尬照片。傑森說，他不能嫁給梅雷迪思，後者透露她有外遇。他，迪克和帕姆用Pam的冰淇淋卡車趕上Shadia離開時的公共汽車。傑森和沙迪亞親吻，他和她一起坐公共汽車。迪克去博卡拉頓的家中找到Lenore在那裡等他，他們發生了性關係。 Dick和Lenore結婚並生了一個男嬰，Jason和Shadia被命名為教父母。

## 演員
- 勞勃·狄尼洛 飾 Richard "Dick" Kelly[3]
- 柴克·艾弗隆 飾 Jason Kelly[3]
- 柔伊·德區 飾 Shadia[3]
- 奧布瑞·普拉薩 飾 Lenore[2]
- 德莫·麥隆尼 飾 David Kelly[2]
- 茱莉安·哈克 飾 Meredith Goldstein
- 亞當·佩里 飾 Nick
- 傑森·曼薩凱斯（英语：Jason Mantzoukas） 飾 Pam
- Jake Picking 飾 Cody
- 丹尼·葛洛佛 飾 Stinky

## 發行
該片最初定於2015年聖誕節發布，但被延遲至2016年8月16日發行。上映日最後決定為2016年1月22日。

## 反響
爛番茄新鮮度僅11%，基於122條評論，平均分為2.8/10，Metacritic得分只有18；IMDB得分6.0，差評佔大多數，甚至被許多影評人認為是2016年最糟的電影之一。
影評人膝關節表示這部不要以去審視的心態去看，雖然有略顯低俗下流的橋段，包裝成人與青少年的集體焦慮，不說教也不閃躲扭捏，在看似胡搞瞎鬧的片段裡，還有一絲溫馨。

## 備註
1. 前譯：《怪咖爺爺冏上路》。

## 外部連結
- 官方网站
- 互联网电影数据库（IMDb）上《阿公歐買尬》的资料（英文）
- Box Office Mojo上《阿公歐買尬》的資料（英文）
- 爛番茄上《阿公歐買尬》的資料（英文）
- Metacritic上《阿公歐買尬》的資料（英文）
- 開眼電影網上《阿公歐買尬》的資料（繁體中文）
- Yahoo奇摩電影上《阿公歐買尬》的資料（繁體中文）